# Similicaudipteryx
Similicaudipteryx yixianensis is een theropode dinosauriër, behorend tot de groep van de Oviraptorosauria, die tijdens het Vroege Krijt leefde in het gebied van het huidige China.

## Vondst en naamgeving
In 2007 werd de vondst vermeld van een nieuwe caudipterygide in een artikel dat overigens over een nieuw ontdekte kikker ging. De typesoort Similicaudipteryx yixianensisis is in 2008 benoemd en kort beschreven door He Tao, Wang Xiaolin en Zhou Zonghe. De geslachtsnaam betekent: "gelijkend op Caudipteryx", vanuit het Latijn similis, "gelijk aan", een verwijzing naar de vermoede nauwe verwantschap met Caudipteryx. De soortaanduiding verwijst naar het district Yi, waar de meer omvattende Yixianformatie naar genoemd is.

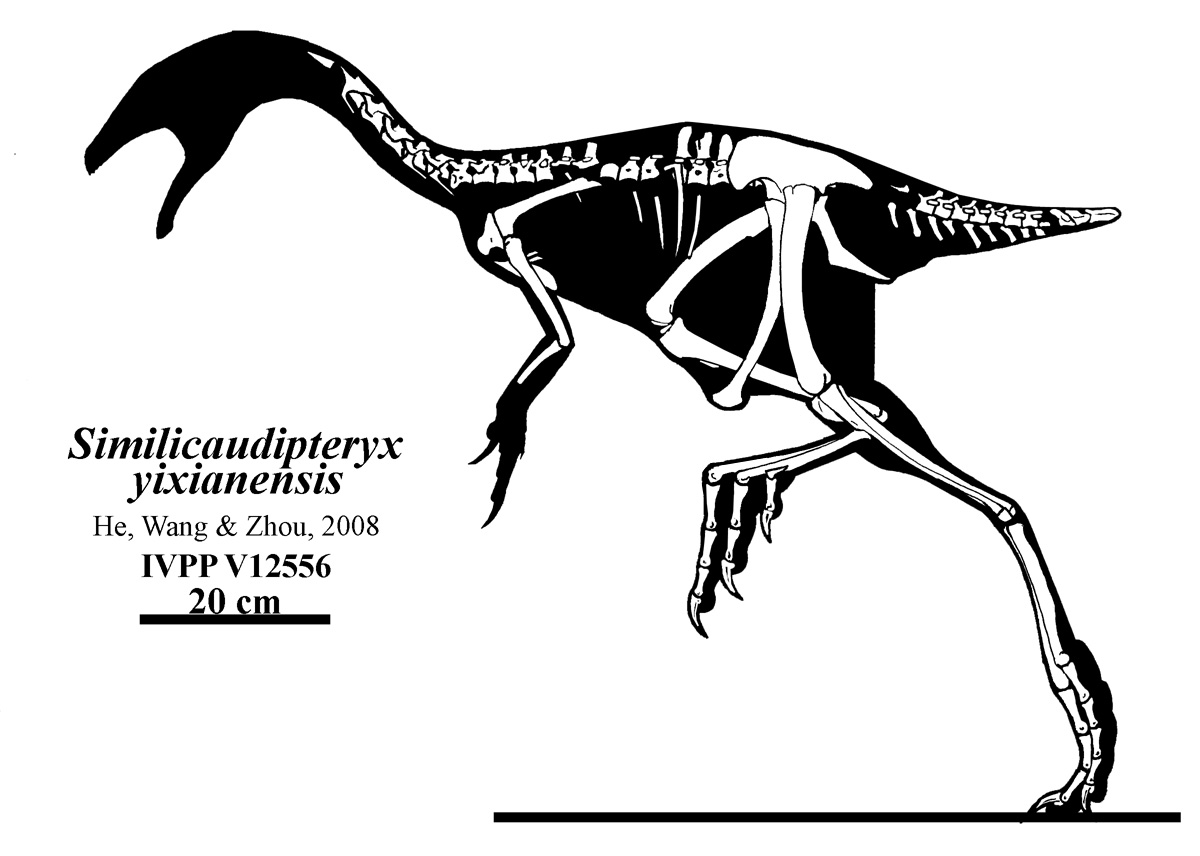
Diagram van de bewaarde botten door Jaime Headden

De benoeming werd verricht op basis van een fossiel, holotype IVPP V 12556, een vrijwel compleet en grotendeels in verband liggend skelet, platgedrukt op een enkele plaat, waarvan alleen de schedel, de voorste nek en de handen ontbreken. Het is gevonden in de Xierhuqiao-vindplaats bij de stad Qianyang, in een laag van de Jiufotangformatie van de Jehol-groep. De formatie dateert of uit het Albien, 112 miljoen jaar oud, of uit het middelste Aptien, 120 miljoen jaar oud. Het betreft een volwassen exemplaar. In de lagen worden met enige regelmaat door boeren fossielen van de soort opgegraven die veelal door de illegale fossielenhandel aan particuliere verzamelaars doorverkocht worden.
In 2010 hernoemde Gregory S. Paul de soort tot een tweede soort van Caudipteryx: Caudipteryx yixianensis maar hij is daarin door niemand gevolgd.
In 2010 werd ook twee nieuwe exemplaren toegewezen: de specimina STM4-1, een jong dier, en STM22-6, een groter jong dier. Beide zijn echter gevonden in de Yixianformatie wat de toewijzing twijfelachtig maakt.

## Beschrijving

### Algemene bouw, grootte en onderscheidende kenmerken
Similicaudipteryx is een vrij kleine soort. Paul schatte in 2010 de lengte op één meter, het gewicht op zeven kilogram.
De beschrijvers gaven een diagnose bestaande uit kenmerkende eigenschappen. Een daarvan was geen onderscheidend kenmerk: dat het darmbeen leek op dat van Caudipteryx — daarbij werd niet aangegeven waarin die gelijkenis dan bestond. Similicaudipteryx wijkt van Caudipteryx af in de proporties van het bekken — het schaambeen is 1,46 maal zo lang als het darmbeen terwijl die verhouding op 1,04-1,12 ligt bij Caudipteryx — de vorm van de ruggenwervels die langere voorste hypapofysen hebben, uitsteeksels aan de onderrand; en het feit dat de laatste twee staartwervels zijn versmolten tot een pygostyle, de vijf daarvoor vergroeid. De lange hypapofysen en het bezit van een pygostyle komen echter ook bij andere verwante groepen voor, zodat het enige ondubbelzinnige unieke kenmerk bestaat in de schaambeen-darmbeen-verhouding.
In algemene bouw heeft Similicaudipteryx in ieder geval een oppervlakkige gelijkenis met Caudipteryx die uit wat oudere lagen van hetzelfde gebied bekend is. Zo zijn de achterpoten zeer lang. Caudipteryx is de kleinere soort, een derde korter.

### Skelet
De wervelkolom bestaat uit minstens zes halswervels — vermoedelijk ontbreken er vooraan drie of vier — minstens tien ruggenwervels — naar schatting van de beschrijvers veertien, vijf sacrale wervels, en minstens drieëntwintig staartwervels — naar schatting hoogstens vijfentwintig. Caudipteryx heeft tweeëntwintig staartwervels.
De halswervels zijn amficoel: aan beide uiteinden hol. Ze hebben in bovenaanzicht de typische oviraptorosaurische X-vorm, veroorzaakt door het naar bezijden uitsteken van de gewrichtsuitsteeksels waarvan hier vooral de achterste vrij lang zijn met hooggeplaatste epipofysen. Minstens de achterste halswervel is voorzien van pleurocoelen, pneumatische uithollingen in de zijkant. Ook alle ruggenwervels hebben pleurocoelen. De voorste twee ruggenwervels hebben lange voorste hypapofysen. Minstens de vier achterste ruggenwervels hebben lange doornuitsteeksels, tweemaal langer dan het wervellichaam hoog is. De vijf sacrale wervels zijn volledig vergroeid tot een heiligbeen; ze hebben een gladde onderkant, zonder kiel of uitholling. De staart is niet middenin verstijfd en de wervels van de middenstaart zijn niet verlengd. De staartwervels zijn onderop glad. De achterste twee staartwervels zijn vergroeid tot een recht, dolkvormig pygostyle. Bij de vijf wervels daarvoor zijn de wervelbogen verlaagd tot een continue scherpe richel. De chevrons zijn lang en hoog, bij de meer achterste wervels rechthoekig in vorm.
Het schouderblad is slank en licht gebogen; middenin is het blad smaller dan de vrijwel even brede uiteinden. Het ravenbeksbeen heeft een duidelijk foramen in het blad. Het opperarmbeen heeft een geschatte lengte van dertien centimeter. Het is daarmee relatief langer dan bij Caudipteryx; de gebogen ellepijp daarentegen is relatief veel slanker.
In het bekken heeft het darmbeen een lengte van 153 millimeter. Het voorblad is hoog en recht gesneden, aan de onderrand voorzien van een afgeronde afhangende lob. Het achterblad is langer dan het voorblad en loopt spits naar achteren uit, iets naar beneden buigend en eindigend in een afgeronde smalle punt. Het heupgewricht is groot, met een doorsnede van 23% van de darmbeenlengte. Het aanhangsel voor het schaambeen is hoger dan dat voor het darmbeen, een basaal kenmerk. Het schaambeen is lang met een geschatte lengte van 223 millimeter. Het is recht en eindigt in een kleine verbreding die nauwelijks een "voet" vormt. De beide schaambeenderen zijn over de onderste 57% van de schachtlengte vergroeid.
De totale lengte van de achterpoot is geschat op 853 millimeter. Het dijbeen heeft een lengte van tweeëntwintig centimeter. Het is licht gebogen. Details van de trochanters zijn niet goed zichtbaar. De dijbeenkop steekt maar weinig uit ten opzichte van de schacht. Het onderbeen is wat langer dan het bovenbeen met een geschatte lengte voor het scheenbeen van vierentwintig centimeter en voor het kuitbeen van 223 millimeter. In de middenvoet is het derde middenvoetsbeen het langst met 183 millimeter. Het eerste middenvoetsbeen is kort met vijfentwintig millimeter maar tamelijk robuust en relatief hoog geplaatst op vermoedelijk een derde van de onderkant van het tweede middenvoetsbeen. De eerste teen is minder gereduceerd dan bij Caudipyteryx: het eerste kootje heeft een lengte van achtentwintig millimeter, de klauw van drieëntwintig millimeter. De voetklauwen zijn licht gekromd en robuust.

### Verenkleed

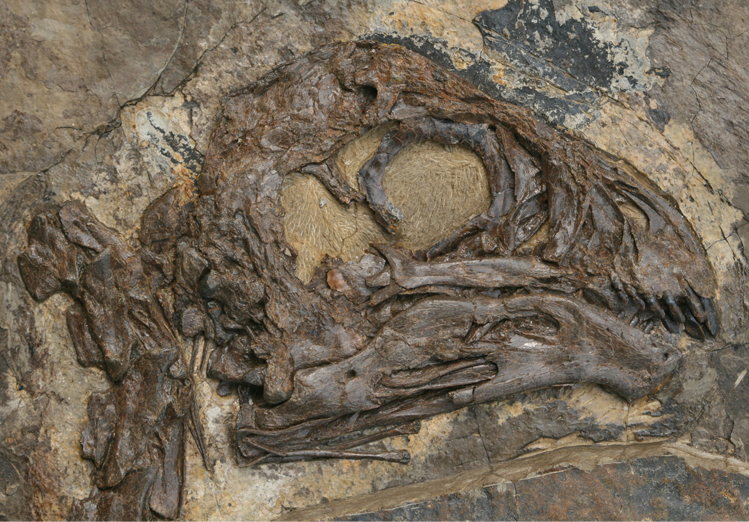
Schedel van STM22-6

In 2010 werden twee nieuwe exemplaren gemeld met veerresten, beiden van onvolgroeide dieren, het ene, specimen STM4-1 met een dijbeenlengte van achtendertig millimeter, aanzienlijk jonger dan het andere, specimen STM22-6 met een dijbeenlengte van veertien centimeter. De specimina lieten een speciale ontwikkeling van het verenkleed zien: de veren zouden in de vroege jeugd een lintvormige basis hebben gehad en op latere leeftijd meer pluimachtig geworden zijn. Dit werd echter bestreden door Richard Prum die stelde dat de zogenaamde lintvormige structuren bij het jongere dier het gevolg waren van het feit dat het individu in de rui was. De illusie van een lint zou geschapen worden door het afvallen van de punt van de omvattende hoornlaag die de nieuwe veer omringde. De situatie zou aldus fundamenteel verschillend zijn van die bij echte lintvormige veren die ontstaan zouden zijn door afplatting en verbreding van de veerschacht. Het zou dan de eerste keer zijn dat de rui direct kan worden waargenomen bij een fossiel van een Mesozoïsche dinosauriër. Prum moest toegeven dat het feit dat alle veren tegelijkertijd in dezelfde fase verkeerden, afweek van de rui bij huidige vogels die geleidelijk hun veren wisselen. Dat verklaarde hij echter door aan te nemen dat Similicaudipteryx niet kon vliegen; een niet-vliegende vorm zou het zich kunnen veroorloven alle veren in één keer te verliezen.
De nieuwe exemplaren tonen de aanwezigheid van een gevorkte staartwaaier, in de vorm van lange staartveren die vanuit het pygostyle in twee afgeronde en nauw aaneengesloten punten schuin naar achteren steken. Helaas ontbreekt bij het grote exemplaar weer de schedel en is die bij het kleine exemplaar zwaarbeschadigd. Wel is de hand nu bekend maar nog onbeschreven. De hand draagt een vleugel van zo'n twintig centimeter lengte.
Een fundamenteel probleem met de nieuwe exemplaren is dat ze afkomstig zouden zijn uit de oudere Yixianformatie die dateert uit het vroege Aptien en, afhankelijk van de omstreden datering van de Jiufotangformatie, vier tot zelfs twaalf miljoen jaar ouder is, wat het onwaarschijnlijk maakt dat het werkelijk om Similicaudipteryx gaat. Het is ook onzeker of ze zelf beiden tot hetzelfde taxon behoren.

## Fylogenie
Similicaudipteryx is door de beschrijvers in de Caudipterygidae geplaatst. Een exacte kladistische analyse van de verwantschap is door de beschrijvers echter niet uitgevoerd. De toewijzing is problematisch want de Caudipterygidae zijn nooit als klade gedefinieerd; indien zij correct is, vormt Similicaudipteryx de jongst bekende vertegenwoordiger van die groep. Er zijn geen kenmerken aangegeven die Similicaudipteryx speciaal met Caudipteryx deelt, hoewel een aantal eigenschappen duidt op een vrij basale positie in de Maniraptora zoals het hoog geplaatste eerste middenvoetsbeen. Aan de andere kant deelt Similicaudipteryx eigenschappen met een meer afgeleide groep, de Caenagnathoidea, zoals het puntvormige os pygostyle (samengroeiing van de staartwervels) en de lange voorste hypapofysen van de ruggenwervels.